# Oxiènids
Els oxiènids (Oxyaenidae) són una família de l'ordre dels creodonts. Conté tres subfamílies que comprenen deu gèneres. La classificació d'una quarta família, la dels maqueroidins, és incerta; podria pertànyer a aquesta família o la dels hienodòntids.
Els hiènids nord-americans foren els primers creodonts a aparèixer, durant el Paleocè superior, mentre que es produïren radiacions més petites d'oxiènids a Europa i Àsia durant l'Eocè. Eren animals similars a gats que caminaven sobre les soles dels peus, a diferència dels carnívors actuals, que caminen o corren sobre els dits (tret dels ossos i ossos rentadors). Anatòmicament, els seus trets característics són un crani curt i ample, mandíbules profundes i dents que servien més per esclafar que per tallar, com en els hienodòntids (Lambert, pàg. 163).
Els oxiènids eren carnívors especialitzats que s'alimentaven d'ocells, petits mamífers, ous i insectes i eren capaços d'enfilar-se als arbres, com ho suggereixen els indicis fòssils de les seves potes.

## Taxonomia
- ORDRE CREODONTA
  - Família Oxyaenidae
    - Gènere Dipsalidictis
    - Gènere Sarkastodon
    - Subfamília Oxyaeninae
      - Gènere Malfelis
      - Gènere Oxyaena
      - Gènere Patriofelis

    - Subfamília Palaeonictinae
      - Gènere Ambloctonus
      - Gènere Dipsalodon
      - Gènere Palaeonictis

    - Subfamília Tytthaeninae
      - Gènere Tytthaena

    - Subfamília ?Machaeroidinae
      - Gènere Apataelurus
      - Gènere Machaeroides